# Eucyclops alekseevi
Eucyclops alekseevi – gatunek widłonoga z rodziny Cyclopidae, nazwa naukowa gatunku została po raz pierwszy opublikowana w 2016 roku przez hydrobiologów Nancy F. Mercado-Salas i Eduardo Suárez-Moralesa.